# Darío Moreno Lerga
Darío Moreno Lerga   (Alcoi, 12 d'abril de 1988) és un polític valencià, militant de PSPV-PSOE, i alcalde de Sagunt des del 15 de juny de 2019.

## Biografia
Llicenciat en Dret i Administració i Direcció d'Empreses, la seva activitat política l'ha dut a terme en la conselleria de Justícia, Interior i Administració Pública de la Comunitat Valenciana, com a cap de gabinet de la consellera Gabriela Bravo. Amb 31 anys, en 2019, va ser cap de llista a Sagunt del grup municipal socialista, aconseguint set regidors i governant en coalició amb Esquerra Unida i Compromís. Des de llavors, és l'alcalde de Sagunt, municipi valencià de 67.043 habitants (segons dades de la Generalitat Valenciana en 2021).
Quant al seu propi partit, el PSPV-PSOE, Ximo Puig, secretari general del PSPV-PSOE i president de la Generalitat Valenciana, ho tria com a membre de la seva Comissió Executiva el 15 de novembre de 2021, sent nomenat Secretari de Reindustralizació del PSPV.
El 27 de febrer de 2021, Darío Moreno Lerga va anunciar a través del seu compte de Twitter que estava en procés d'adopció al costat de la seva parella Mikael. El juny de 2023 va revalidar el càrrec d'alcalde a les eleccions municipals.

## Carrera política
Llicenciat en Dret i Administració i Direcció d'Empreses, es va iniciar en l'activitat política a la Conselleria de Justícia, Interior i Administració Pública de la Comunitat Valenciana, com a director de gabinet de la consellera Gabriela Bravo. Amb 31 anys, el 2019, va ser cap de llista a Sagunt del grup municipal socialista, aconseguint set regidors i governant en coalició amb Esquerra Unida i Compromís. Des de llavors, és alcalde de Sagunt, municipi valencià de més de 70.000 habitants. Pel que fa al seu propi partit, el PSPV-PSOE, el 15 de novembre del 2021 Ximo Puig, secretari general del PSPV-PSOE i president de la Generalitat Valenciana, ho elegeix com a membre de la seua Comissió Executiva, sent nomenat Secretari de Reindustralització del PSPV. El 3 d'abril de 2022 va ser elegit per la militància com a nou secretari general del PSPV-PSOE de Sagunt, capital de Camp de Morvedre. El 14 de novembre de 2022, el grup alemany Volkswagen va confirmar la instal·lació d'una gigafactoria a Sagunt amb una inversió històrica de 4.500 milions d'euros i que formarà part clau en l'electrificació automobilística d'Europa. A les eleccions municipals del 28 de maig de 2023, Moreno va aconseguir els 12 regidors, el millor resultat d'un partit polític en la història del municipi. Des de llavors, governa la capital del Camp de Morvedre en coalició amb l'únic regidor obtingut per EU-Podem, en un pacte signat a l'històric enclavament del Grau Vell.